# Coen Kranenberg
Coenrad „Coen“ Michiel Kranenberg (* 28. September 1947 in Amsterdam) ist ein ehemaliger niederländischer Hockeyspieler, der 1973 Weltmeister sowie 1970 Europameisterschaftszweiter und 1974 Europameisterschaftsdritter war.

## Sportliche Karriere
Coen Kranenberg bestritt von 1969 bis 1976 96 Länderspiele für die niederländische Nationalmannschaft, in denen der Verteidiger zwei Tore erzielte.
1970 fand in Brüssel die erste Europameisterschaft statt. Die Niederländer erreichten das Finale mit fünf Siegen und einem Unentschieden, im Finale unterlagen sie der deutschen Mannschaft mit 1:3. Coen Kranenburg war in allen sieben Spielen dabei. Ein Jahr später fand in Barcelona die erste Weltmeisterschaft statt. Die Niederländer belegten nach einer Vorrunde mit nur einem Sieg den sechsten Platz. Kranenberg war wieder in allen Spielen dabei. 
Bei den Olympischen Spielen 1972 in München belegten die Niederländer in der Vorrunde den zweiten Platz hinter der indischen Mannschaft. Nach einer 0:3-Halbfinalniederlage gegen die Deutschen unterlagen die Niederländer im Spiel um Bronze den Indern mit 1:2. Kranenberg wirkte in allen neun Spielen mit. 
Im Jahr darauf bei der Weltmeisterschaft 1973 in Amstelveen belegten die Niederländer in der Vorrunde den zweiten Platz hinter der Mannschaft Pakistans. Im Halbfinale gegen die deutsche Mannschaft gewannen die Niederländer genauso im Siebenmeterschießen wie im Finale gegen die Inder. Kranenberg wirkte in allen sieben Spielen mit. 1974 bei der Europameisterschaft in Madrid unterlagen die Niederländer im Halbfinale den Spaniern mit 0:1. Im Spiel um den dritten Platz siegten sie mit 4:1 gegen die Engländer. Kranenberg war in allen sechs Partien dabei. 
Zum Abschluss seiner internationalen Karriere nahm Coen Kranenburg an den Olympischen Spielen 1976 in Montreal teil. Die Niederländer gewannen ihre Vorrundengruppe, unterlagen aber im Halbfinale der neuseeländischen Mannschaft in der Verlängerung. Abschließend verloren sie auch das Spiel um die Bronzemedaille gegen Pakistan und belegten den vierten Platz wie vier Jahre zuvor. Im Halbfinale gegen Neuseeland hatte Kranenberg den Führungstreffer zum 1:0 erzielt, der aber nach drei Minuten vom Neuseeländer Arthur Borren ausgeglichen wurde.
Kranenberg spielte auf Vereinsebene beim Amsterdamsche Hockey & Bandy Club und beim Larensche Mixed Hockey Club.